# Борич (бан Боснії)
Борич (босн. Borić; *1100 або 1125 — † 1167) — бан Боснії бл. 1154— бл.1167 роках. Є першим відомим баном Боснії, відповідно до історичних хронік.

## Життєпис
Народився у Славонії або Гумі. Також відсутні достеменні відомості щодо народження: різні дослідники вказують на 1100 або 1125 роки. Можливо був баном з 1150 року, але це непевне.
Вважається, що близько 1153 року було впроваджено посаду віце-короля Боснії, що в подальшому стало відомо як титул бана. Вперше згадується у 1154 році, коли з військом підтримав Белоша Вуканович, угорського палатина і бана Хорватії, під час військових дій проти Візантійської імперії, які атакували Браничево і Белград. В цих боях угорсько-боснійське військо здобуло перемогу.
У 1162 році після смерті Гези II, короля Угорщини, і початку міжусобиці між його спадкоємцями, Борич підтримав Стефана IV на відміну від Ласло II, який спирався на підтримку візантійців.
Відомо, що брат Борича — Домінич — був лицарем-тамплієром і брав участь у Другому хрестовому поході. 1163 року Борич надав орденам тамплієрів і госпітальєрів власність в Славонії з дозволу короля Стефана IV.
В 1164 році візантійський імператор Мануїл I Комнин рушив з військом на Далмацію і Хорватію, підтримуючи Белу, сина Гези II, бан Борич активно протистояв ворогові. В результаті Боснія залишилася під угорською зверхністю. За це отримав маєтності біля Печа.
1167 року Борич надавав підтримку угорському війську у війні з Візантією, проте зазнав поразку й імператор захопив усю Боснію. Ймовірно в цій війні Борич загинув (або дещо пізніше).

## Родина
Борич був одружений з Лавицею, донькою князя Вукімира Воїславича. В цьому шлюбі мав синів Павла і Стефана. Можливо, також був батьком або дідом наступного бана Куліна.